# Gabrovo (Gevgelija)
Gabrovo (macedónul: Габрово) település Észak-Macedóniában, a Délkeleti körzet Gevgelijai járásában.

## Népesség
| Lakosok száma | 212  | 257  | 208  | 175  | 63   | 46   | 31   | 20   | 5    |
|               | 1948 | 1953 | 1961 | 1971 | 1981 | 1991 | 1994 | 2002 | 2021 |

2002-ben 20 lakosa volt, akik mindannyian macedónok.